# Xabier Maceiras
Xabier Maceiras Rodríguez, nacido en Arteijo (La Coruña)) el 20 de mayo de 1970, es un escritor, guionista y documentalista español.

## Trayectoria
Colaborador de diversas asociaciones culturales especialmente vinculadas al municipio de Arteijo, ha trabajado en la recuperación de la historia de su población natal y de municipios como Laracha o Carballo. Participa con artículos en la revista O Dez y en los diarios coruñeses El Ideal Gallego y La Opinión. Entre 2011 y 2015 fue concejal en la oposición en el municipio de Arteijo por el BNG.

## Obras

### Ensayo
- O mar de Arteixo e os seus naufráxios , 2013, AC Monte da Estrela, Arteijo.
- Crónicas de Arteixo, 2017, Embora .
- Contos mariños de Carballo, 2017, Ayuntamiento de Carballo.
- Antoloxía das Confidencias de Picadillo, 2018, autoedición.[2]
- Sabón, 2019, autoedición.
- Crónicas de Arteixo II, 2020, autoeditado.[3]
- 100 anos de fútbol en Arteixo e A Laracha, 2021, autoedición.[4][5]
- Crónicas de Arteixo III, 2022 autoedición.
- 'Os bailes dos avós. Música e salóns da Laracha de antano', 2023, Autoedición.

### Obras colectivas
- De Liverpool ás Sisargas . El último viaje de Príamo , 2014, con Fernando Patricio Cortizo, Ediciones Embora .

### Teatro
- Coordinador de los proyectos teatrales Porlier en Pastoriza y Rodríguez, el loro de Picadillo .

### Audiovisual
- "Pastoriza na lembranza", [¿cuándo?] documental realizado con Fran Naveira.
- "Campanal de Loureda. Paixón por un sentimento", [¿cuándo?] documental realizado con Fran Naveira.
- Un raio chamado Catuxa, [¿cuándo?] documental realizado con Fran Naveira.
- Porlier 2.0, [¿cuándo?] documental realizado con Fran Naveira.
- 12 Leiras, [¿cuándo?] documental realizado con Xosé Antón Bocixa .